# Vicia bungei
Vicia bungei là một loài thực vật có hoa trong họ Đậu. Loài này được Ohwi miêu tả khoa học đầu tiên.